# 額我略二世
教宗聖額我略二世（拉丁語：Sanctus Gregorius PP. II；669年—731年）於715年5月19日至731年2月11日任教宗。任内反对拜占庭帝国皇帝利奥三世与其支持而日渐兴起的圣像破坏运动。

## 譯名列表
- 額我略二世：天主教香港教區禮儀委員會：禧年專頁 （页面存档备份，存于）作“額我略”。
- 國瑞二世：香港天主教教區檔案　歷任教宗作“國瑞”。
- 格列高列二世：《大英簡明百科知識庫》2005年版[永久]作“格列高列”。
- 格雷戈里二世：《世界人名翻譯大辭典》1993年版作“格雷戈里”。
- 格列哥里二世：國立編譯舘 （页面存档备份，存于）作“格列哥里”。